# 霍爾登 (密蘇里州)
霍爾登（英語：Holden）是位於美國密蘇里州約翰遜縣的城市。

## 人口
根據2020年美國人口普查的數據，霍爾登的面積為6.26平方千米，當中陸地面積為6.24平方千米，而水域面積為0.02平方千米。當地共有人口2210人，而人口密度為每平方千米353人。